# Dyschimus crassus
Dyschimus crassus är en nattsländeart som beskrevs av Stoltze 1989. Dyschimus crassus ingår i släktet Dyschimus och familjen Pisuliidae. Inga underarter finns listade i Catalogue of Life.